# Nothrus magnus
Nothrus magnus är en kvalsterart som beskrevs av Palacios-Vargas och Carlos G. Iglesias 1997. Nothrus magnus ingår i släktet Nothrus och familjen Nothridae. Inga underarter finns listade i Catalogue of Life.